# Грин-Ривер (приток Дувамиш-Ривера)
Грин-Ривер (англ. Green River) — река в штате Вашингтон, США, приток реки Дувамиш. Длина — 105 км (65 миль). Площадь водосборного бассейна — 1140 км². Средний расход воды — 37 м³/с.
Берёт начало у западных склонов Каскадных гор к югу от автомагистрали I-90.
Высота истока — 1001 м над уровнем моря. Высота устья — 17 м над уровнем моря.
Печально известна тем, что в 80-х годах 20-го века в её окрестностях действовал серийный убийца, получивший прозвище «убийца с Грин-Ривер».